# Alì
Alì là một đô thị ở tỉnh Messina trong vùng Sicilia của Italia, có vị trí cách khoảng 180 km về phía đông của Palermo và vào khoảng 20 km về phía tây nam của Messina. Tại thời điểm ngày 31 tháng 12 năm 2004, đô thị này có dân số 900 người và diện tích là 16,7 km².
Alì giáp các đô thị: Alì Terme, Fiumedinisi, Itala.